# Governador Eugênio Barros
Governador Eugênio Barros è un comune del Brasile nello Stato del Maranhão, parte della mesoregione del Centro Maranhense e della microregione di Presidente Dutra.